# Rex (Inspektor Rex)
Rex, njemački ovčar i glavni lik kriminalističke serije "Inspektor Rex".

## Životopis
O Rexovoj prošlosti malo je poznato. Kao štene ukraden je od strane kriminalaca, ali je pobjegao i sprijateljio se s dječakom, s kojim je riješio svoj prvi slučaj. Dresiran je kao policijski pas i počeo je raditi u bečkoj policiji. Njegovog prvog vlasnika raznio je bombaš, nakon čega ga je usvojio Richard Moser. Stanovali su u Ulici Marrokanergasse, broj 18, u bečkoj četvrti Landstraẞe. U četvrtoj sezoni njegov vlasnik postao je Alexander Brandtner, a u osmoj Marc Hoffman. U desetoj sezoni seli u Rim gdje pomaže u otkrivanju zločina, a vlasnici su mu bili Lorenzo Fabbri, Davide Rivera i Marco Terzani.

## Zanimljivosti
- Rexa su u seriji glumila tri psa: Reginald von Ravenhorst, Rhett Butler i Henry.